# Ecorse
Ecorse è una città della Contea di Wayne, nello Stato del Michigan. La popolazione nel 2010 era di 9 512 abitanti. Il nome deriva dall'omonimo fiume Ecorse River.